# Condé (croiseur cuirassé)
Pour les articles homonymes, voir Condé.
Le Condé est un croiseur cuirassé français de la classe Gloire construit pour la Marine française au début des années 1900. Il a été nommé en l'honneur de Louis II de Bourbon-Condé, dit « Le Grand Condé », l'un des plus grands généraux de Louis XIV.

## Conception

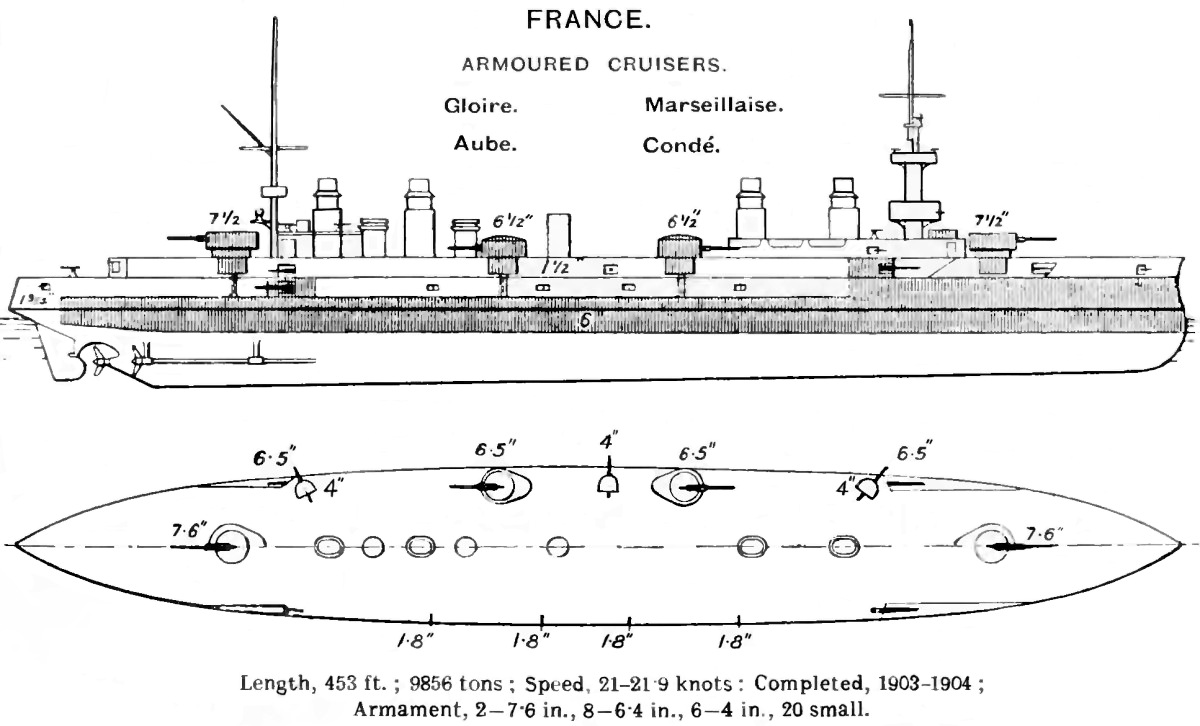
Plan des croiseurs cuirassés de la classe Gloire. Les zones ombrées représentent le blindage.

Les navires de la classe Gloire ont été conçus par l'ingénieur et architecte naval français Émile Bertin comme une version élargie et améliorée des croiseurs cuirassés de la classe Gueydon. Chaque navire dispose d'un équipage de 612 officiers et marins. Le Condé mesure 139,8 m de long et 20,2 m de large, pour un tirant d'eau de 7,7 m et un déplacement de 10 223 tonnes. Le navire est propulsé par trois turbines à vapeur triple expansion entraînant chacune une hélice et alimentées par vingt-huit chaudières de type Niclausse. Ces turbines, capables de fournir une puissance totale de 20 500 chevaux (soit 15 300 kW) permettent au vaisseau d'atteindre une vitesse de 21,5 nœuds (39,8 km/h). Le Condé transporte également à son bord 1 620 tonnes de charbon ce qui lui donne une autonomie de 12 000 milles nautiques à une vitesse de 10 nœuds (soit 22 000 km à 19 km/h).
L'armement principal du Condé consiste en deux canons de 194 mm montés sur tourelle simple à l'avant et à l'arrière. Son armement intermédiaire se compose de huit canons de 164 mm, montés sur tourelle simple de chaque côté du navire pour quatre d'entre eux et les quatre autres dans des casemates. Il peut également se défendre contre les torpilleurs grâce à six canons de 100 mm installés dans des casemates et dix-huit canons Hotchkiss de 47 mm. Le croiseur cuirassé est en outre doté de cinq tubes lance-torpilles de 450 mm, dont trois au-dessus de la ligne de flottaison et les deux autres submergés.
Les navires de la classe Gloire sont protégés au niveau de la ligne de flottaison par une ceinture blindée de 170 mm d'épaisseur au milieu du vaisseau et de 106 mm à la proue et à la poupe. Au-dessus de la ceinture principale se situe une deuxième ceinture de blindage de 127 mm à mi-vaisseau et de 106 mm à chaque extrémité du navire. Le pourtour du château est renforcé par 150 mm de blindage. Les tourelles principales sont recouvertes d'un blindage de 173 mm, ajusté à 120 mm pour les tourelles intermédiaires. Le pont inférieur blindé est protégé par des tôles de 45 mm d'épaisseur dans sa partie la plus faible mais le blindage peut grimper jusqu'à 64 mm à proximité des flancs du navire.

## Histoire
Baptisé en l'honneur de Louis II de Bourbon-Condé, le Condé est mis sur cale à l'arsenal de Lorient le 20 mars 1901 et est lancé le 12 mars 1902, après moins d'un an de chantier. La construction du navire est achevée le 12 août 1904. 
En 1912, le Condé transporte jusqu'à Saint-Pétersbourg le président du Conseil français Raymond Poincaré à l'occasion d'une visite officielle au tsar Nicolas II. Remisé à l'état d'épave dans le port de Lorient en 1933, il est capturé par les Allemands en 1940 et utilisé comme navire de dépôt pour les sous-marins. Il est coulé lors d'un bombardement aérien en 1944.